# لینا دومبرگ
لینا دومبرگ (انگلیسی: Lina Domberg؛ زادهٔ ۲۸ اکتبر ۱۹۹۵) بازیکن فوتبال اهل سوئد است.
از باشگاه‌هایی که در آن بازی کرده‌است می‌توان به باشگاه فوتبال کیف اوربرو دی‌اف‌اف اشاره کرد.